# Londonbeat
Londonbeat — британская группа, образованная в Лондоне в 1988 году.

## История
Состав группы был подобран гитаристом из Англии и включал в себя трёх американских певцов. Исполнители имели чёрный цвет кожи и это выделило их из массы певцов того времени. Всё творчество группы связано со стилем — техно-дэнс. Стиль, появившийся в середине 1980-х годов, понравился публике. Он отличается от других стилей многократным повторением музыкальных элементов с акцентом на определённые механические ритмы.
Благодаря тому, что группа включила в модное направление сочетания других музыкальных стилей — r&b, поп и соул, музыка в их исполнении моментально взлетела на пик популярности.
Их взлёт пришёлся на конец 1980-х годов. Он связан с композицией «I’ve Been Thinking About You». Ее наверняка вспомнит каждый человек, едва заслышав её вступление. Это объясняется ошеломительным успехом сингла. Уже в 1990 году песня возглавляла списки всех хит-парадов Европы, её можно было услышать повсюду, и доказательством её неслыханной известности стал тот факт, что она менее чем через год после своего выхода возглавила список лучших музыкальных произведений журнала «Billboard». Это имело важное значение в музыкальном мире. Журнал пользовался славой авторитетного неподкупного издания, регулярно публикующего списки лучших синглов. Попасть в его список хотя бы на 100-е место было признанием популярности композиции, а о первом месте многим приходилось только мечтать. С конца XX века он носит неофициальное название — Библии музыкальной промышленности.
Творчество группы настолько пришлось по вкусу, что день её основания празднуется её поклонниками до настоящего времени.
Все участники группы в прошлом имели опыт в сфере музыки: Джимми Хелмс являлся актёром и активно сотрудничал с американским каналом BBC. Гитарист Уильям Хеншел работал с рок-группами, а два других участника, Джордж Чендлер и Джимми Чемберс, работали с Полом Янгом в качестве бэк-вокалистов.
Впервые группа заявила о себе в Голландии. Концерт шёл больше часа, и известный продюсер Дэвид А. Стюарт принял историческое решение о заключении с талантливыми ребятами договора. Благодаря ему удалось создать первый альбом. Первой известной песней London Beat стала песня «9AM», а через некоторое время вышла их первая пластинка «Speak», закрепившая их успех на долгие годы.
Новая композиция «Falling In Love Again» ожидаемого успеха не принесла. Многие связывают это с уходом из группы Чендлера и Чемберса. Их место заняли Антони Блейз и Чарльз Пьер. Поклонники сразу обратили внимание, что все композиции стали звучать по-новому, были внесены свежие ноты исполнения. Вскоре они выпустили новый альбом «In The Blood». Композиция «I’ve Been Thinking About You», входящая в этот альбом, возглавила все европейские хит-парады.
Через год были созданы новые хиты, покорившие вершину популярных европейских хит-парадов. К ним относятся такие композиции как: «A Better Love», «You Bring On The Sun», и новый вариант композиции Боба Марли «No Woman No Cry».
В начале 2000 годов в состав группы входит Вильям Апшоу. Записан альбом «Back in the hi-life», включающий новые песни и ремиксы на старые хиты. Наиболее популярными стали трек в честь Дженнифер Лопес «J-Lo» и композиция «Spirit Of A Child», о трагической истории девочек, убитых в Англии в начале XIX века.
В 2004 коллектив выступает на «MTV — Россия». Озвучены планы снять в России клип на песню «Where Are U».
Затем популярность группы снижается. Группа не прекращает концертной и гастрольной деятельности.

## Дискография Londonbeat

### Альбомы
- 1988 — Speak (Anxious Records)
- 1990 — In The Blood (Anxious Records)
- 1992 — Harmony (Anxious Records)
- 1994 — Londonbeat (Anxious Records)
- 2004 — Back In The Hi-Life (Coconut)
- 2004 — Gravity (Coconut)

### Синглы
- 1988 — Failing In Love Again (Anxious Records)
- 1988 — Killer Drop / One Blink / Beat Patrol (Anxious Records)
- 1988 — There’s A Beat Going On (Anxious Records)
- 1988 — 9 A M (Anxious Records)
- 1989 — It Takes Two, Baby (with Liz Kershaw, Bruno Brookes, and Jive Bunny) (Spartan Records)
- 1990 — No Woman No Cry (Anxious Records)
- 1990 — I’ve Been Thinking About You (Anxious Records)
- 1990 — It’s In The Blood (Anxious Records)
- 1990 — A Better Love (Anxious Records)
- 1991 — This Is Your Life (Anxious Records)
- 1991 — Special Remix (Anxious Records)
- 1992 — Lover You Send Me Colours (Anxious Records)
- 1992 — You Bring On The Sun (Anxious Records)
- 1992 — That’s How I Feel About You (Anxious Records)
- 1992 — The Sea Of Tranquillity (Anxious Records)
- 1994 — Come Back (Anxious Records)
- 1995 — Come Back (The Morales Mixes)
- 1995 — I’m Just Your Puppet On A…(String!) (Anxious Records)
- 1995 — Build It With Love (Anxious Records)
- 1995 — 9 a.m.
- 1995 — I’ve Been Thinking About You (The '95 Remixes)
- 2003 — Where Are U (Coconut)
- 2003 — Where Are U (Remixes) (Coconut)
- 2004 — Heaven (Coconut)
- 2004 — The Air (Coconut)
- 2004 — Busker McGee (Coconut)

### Сборники
- 1995 — Best! The Singles (Anxious Records)
- 1997 — The Very Best Of
- 2004 — Legends (3 CD)
- 2007 — Greatest Hits (Coconut)

## Дискография New Londonbeat

### Синглы
- 1997 — Eve Of The Millenium
- 1999 — I’ve Been Thinking About You
- 1999 — Read Between Your Eyes